# Манді Газе
Манді Газе (нім. Mandy Haase; нар. 25 червня 1982, Лейпциг) — німецька хокеїстка на траві.
Олімпійська чемпіонка 2004 року, учасниця 2008, 2012 років.
Чемпіонка Європи 2007 року, срібна призерка 2011 року.